# Luigi Jalla
Luigi Jalla, ook bekend als Louis David Jalla (Chiotti, 25 augustus 1860 - Viareggio, 21 maart 1943) was een Italiaanse protestantse zendeling, actief in Barotseland in het huidige Zambia.

## Levensloop

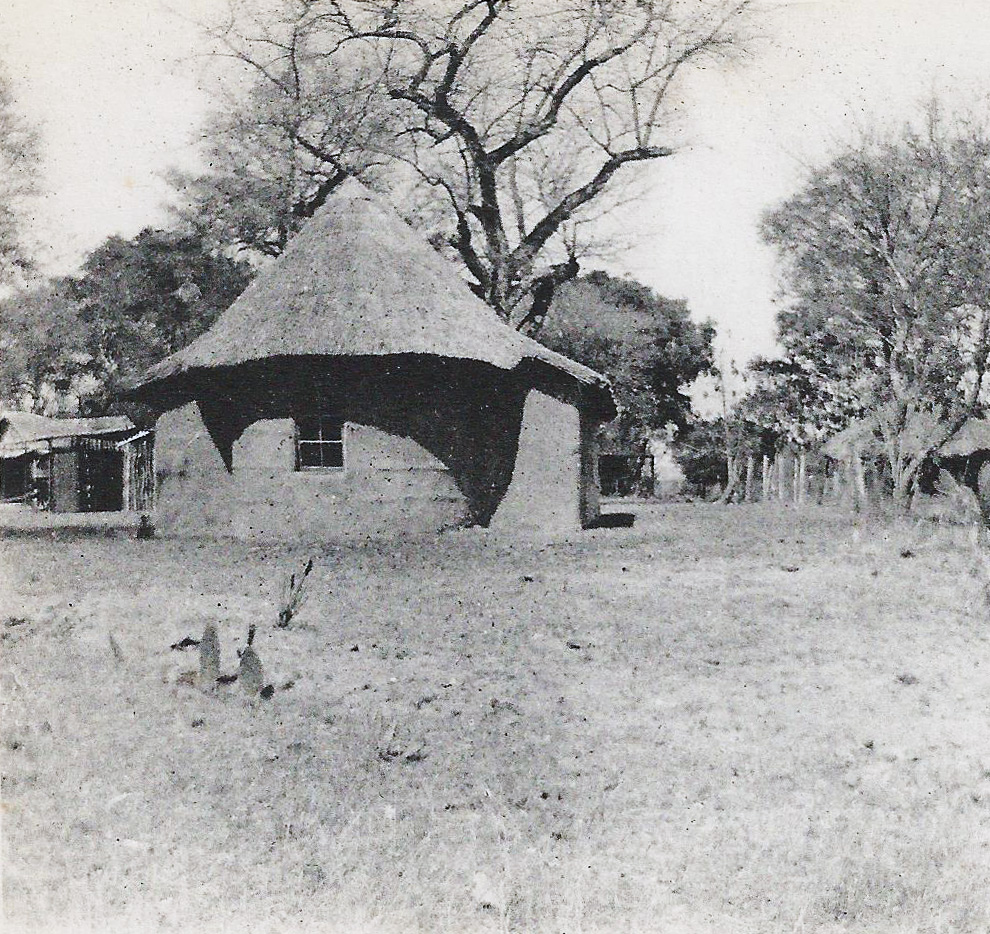
Kapel van de zendingspost in Livingstone omstreeks 1906

Jalla werd geboren in Piëmont als zoon van een dominee in de Waldenzische evangelische kerk. Na zijn schooltijd werkte hij als klerk in een bank in Nice, maar na een ontmoeting met de Franse zendeling François Coillard vatte hij een studie theologie aan. Hij studeerde in Neuchâtel, Parijs en Edinburgh. Afgestudeerd en pas getrouwd reisde hij met zijn vrouw namens de Parijse Société des Missions évangeliques eind 1886 naar Afrika. In januari 1887 kwam hij aan in het gebied van de Zambezi en hij vatte zijn werk aan op de zendingspost Sesheke, die twee jaar eerder was gesticht door Coillard. In 1889 vestigde hij zich in Kazungula, waar zijn broer Adolfo al actief was als zendeling. Tussen 1888 en 1895 kreeg het echtpaar vijf kinderen, van wie enkel zoon Valdo (1891-1918), die zelf later ook zendeling in Afrika werd, de volwassen leeftijd zou bereiken. Tussen 1895 en 1898 keerde Jalla met zijn gezin terug naar Europa, waar hij lezingen gaf. Hij bracht ook een collectie Afrikaanse voorwerpen mee, die hij schonk aan het Natuurhistorisch Museum van Turijn.
Jalla keerde terug naar Sesheke met zijn vrouw en vertrouwde zijn kinderen toe aan familie in Italië. In 1899 overleed zijn vrouw aan een tropische ziekte. In 1905 reisde Jalla naar het gebied van de Grote Meren. Tussen 1906 en 1907 verbleef hij opnieuw in Europa, waar hij hertrouwde en lezingen gaf. In 1907 reisde hij met zijn vrouw naar de missiepost in Livingstone; daar werden nog drie kinderen geboren. Na een nieuw verblijf in Europa in 1911 keerde Jalla terug naar Sesheke, waar hij scholen stichtte. In 1916 keerde zijn vrouw met haar kinderen om gezondheidsredenen terug naar Europa. Jalla reisde nog naar Elisabethville in Belgisch-Congo, waar zijn zoon Valdo werkte als zendeling, en naar Europa in 1918. In 1922 keerde hij definitief terug naar Italië waar hij zich bleef inzetten voor de zending in Afrika.

## Publicaties
- Sur les rives du Zambeze, 1928, Parijs, Société des Missions Evangeliques